# Gordon (Town, Douglas County)
Die Town of Gordon ist eine von 16 Towns im Douglas County im US-amerikanischen Bundesstaat Wisconsin. Im Jahr 2010 hatte die Town of Gordon 636 Einwohner.
Town hat in Wisconsin eine grundlegend andere Bedeutung, als im übrigen englischsprachigen Bereich. Vielmehr entspricht sie den in den anderen US-Bundesstaaten üblichen Townships, die nach dem County die nächstkleinere Verwaltungseinheit bilden.

## Geografie
Laut dem United States Census Bureau hat der Ort eine Fläche von 407,7 km2 von denen 393,0 km2 Land sind und 14,7 km2 (also 6,6 % der Gesamtfläche) Wasser sind. 

## Verkehr
Der U.S. Highway 53 führt durch die Town.

## Geschichte
Die Town wurde nach „Antoine Guerdon“, einem Pelzhändler aus La Pointe, Wisconsin, benannt.

## Bevölkerung
Nach der Volkszählung im Jahr 2010 lebten in der Town of Gordon 636 Menschen in 309 Haushalten. Die Bevölkerungsdichte betrug 1,6 Einwohner pro Quadratkilometer. In den 309 Haushalten lebten statistisch je 2,06 Personen. 
Ethnisch betrachtet setzte sich die Bevölkerung zusammen aus 96,9 Prozent Weißen, 0,2 Prozent Afroamerikanern, 0,8 Prozent amerikanischen Ureinwohnern sowie 0,3 Prozent Asiaten; 1,9 Prozent stammten von zwei oder mehr Ethnien ab. Unabhängig von der ethnischen Zugehörigkeit waren 0,2 Prozent der Bevölkerung spanischer oder lateinamerikanischer Abstammung. 
16 Prozent der Bevölkerung waren unter 18 Jahre alt, 59,3 Prozent waren zwischen 18 und 64 und 24,7 Prozent waren 65 Jahre oder älter. 48,7 Prozent der Bevölkerung war weiblich.
Das mittlere jährliche Einkommen eines Haushalts lag bei 45.395 USD. Das Pro-Kopf-Einkommen betrug 18.065 USD. 8 Prozent der Einwohner lebten unterhalb der Armutsgrenze.

## Ortschaften in der Town of Gordon
Neben Streubesiedlung existiert in der Town of Gordon mit Gordon eine gemeindefreie Siedlung.